# Casupá
Casupá est une ville de l'Uruguay située dans le département de Florida. Sa population est de 2 668 habitants.

## Histoire
La ville a été fondée le 15 septembre 1908 par Isidre Pons, catalan, et Ramón Juani.

## Population
| Année | Population |
| ----- | ---------- |
| 1963  | 2 047      |
| 1975  | 2 330      |
| 1985  | 2 351      |
| 1996  | 2 593      |
| 2004  | 2 668      |

Référence,:

## Gouvernement
Le maire (alcalde) de la ville est Luis Oliva.